# Coriocella nigra
Coriocella nigra · Coquillage éponge, Coriocelle
Espèce
Coriocella nigra est une espèce de mollusque gastéropode marin de la famille des Velutinidae.

## Description
La coriocelle peut atteindre une taille maximale de 10 cm. Son aspect physique est caractérisé par un épais manteau ridé, avec des excroissances arrondies (quoique moins prononcées que chez Coriocella hibyae). La teinte du corps varie du beige clair au presque noir en passant par diverses teintes de brun, avec des rides sombres quand l'animal est clair et reflets métalliques quand il est sombre. Ce manteau lui confère l'apparence d'une éponge, afin de passer inaperçue aux yeux des prédateurs (et des plongeurs).
Ses chairs renferment une fine et fragile coquille nacrée en forme d'« oreille ».

## Habitat et répartition
La coriocelle est présente dans les eaux tropicales de l'Indo-Pacifique, et active surtout de nuit.